# Garchizy
Garchizy település Franciaországban, Nièvre megyében. Lakosainak száma 3666 fő (2022. január 1.). Garchizy Cours-les-Barres, Fourchambault, Germigny-sur-Loire, Pougues-les-Eaux és Varennes-Vauzelles községekkel határos.

## Népesség
A település népességének változása:
| Lakosok száma | 3851 | 3720 | 3849 | 3726 | 3735 | 3740 | 3750 | 3685 | 3666 |
|               | 2013 | 2015 | 2016 | 2017 | 2018 | 2019 | 2020 | 2021 | 2022 |